# Kendua
Kendua è una suddivisione dell'India, classificata come census town, di 5.768 abitanti, situata nel distretto di Malda, nello stato federato del Bengala Occidentale. In base al numero di abitanti la città rientra nella classe V (da 5.000 a 9.999 persone).

## Geografia fisica
La città è situata a 24° 58' 54 N e 88° 15' 24 E.

## Società

### Evoluzione demografica
Al censimento del 2001 la popolazione di Kendua assommava a 5.768 persone, delle quali 2.953 maschi e 2.815 femmine. I bambini di età inferiore o uguale ai sei anni assommavano a 749, dei quali 353 maschi e 396 femmine. Infine, coloro che erano in grado di saper almeno leggere e scrivere erano 3.580, dei quali 2.086 maschi e 1.494 femmine.